# Figueira Altos do Tatuapé
O Figueira Altos do Tatuapé é um edifício residencial de alto padrão localizado no Tatuapé, Zona Leste da cidade de São Paulo. Inaugurado em setembro de 2021, com 168 metros de altura e 52 pavimentos, é o residencial mais alto e o quarto edifício mais alto da cidade e o décimo sexto mais alto do Brasil.
Localizada na Rua Itapeti, a obra começou a ser realizada em 2017, sob a assinatura da Porte Engenharia e Urbanismo, e levou cerca de quatro anos para ser concluída. O projeto é, de acordo com a empresa, "sustentável", tendo, dentre outros, o aproveitamento da iluminação natural, aquecimento de água com apoio solar, um sistema de irrigação automatizado interligado ao sistema de aproveitamento de água da chuva e elevadores com identificação biométrica e que gastam 50 segundos para alcançarem o último pavimento. Também, possui vista de 270° do panorama urbano da cidade.
A cerca de 2,1 km do Figueira Altos, também no Tatuapé, foi inaugurado o, até então, mais novo maior arranha-céu de São Paulo, o Platina 220, com 172 metros de altura, que é de uso misto e reúne, em uma única torre, quartos de hotel, apartamentos, escritórios, lojas e lajes corporativas.

## Galeria

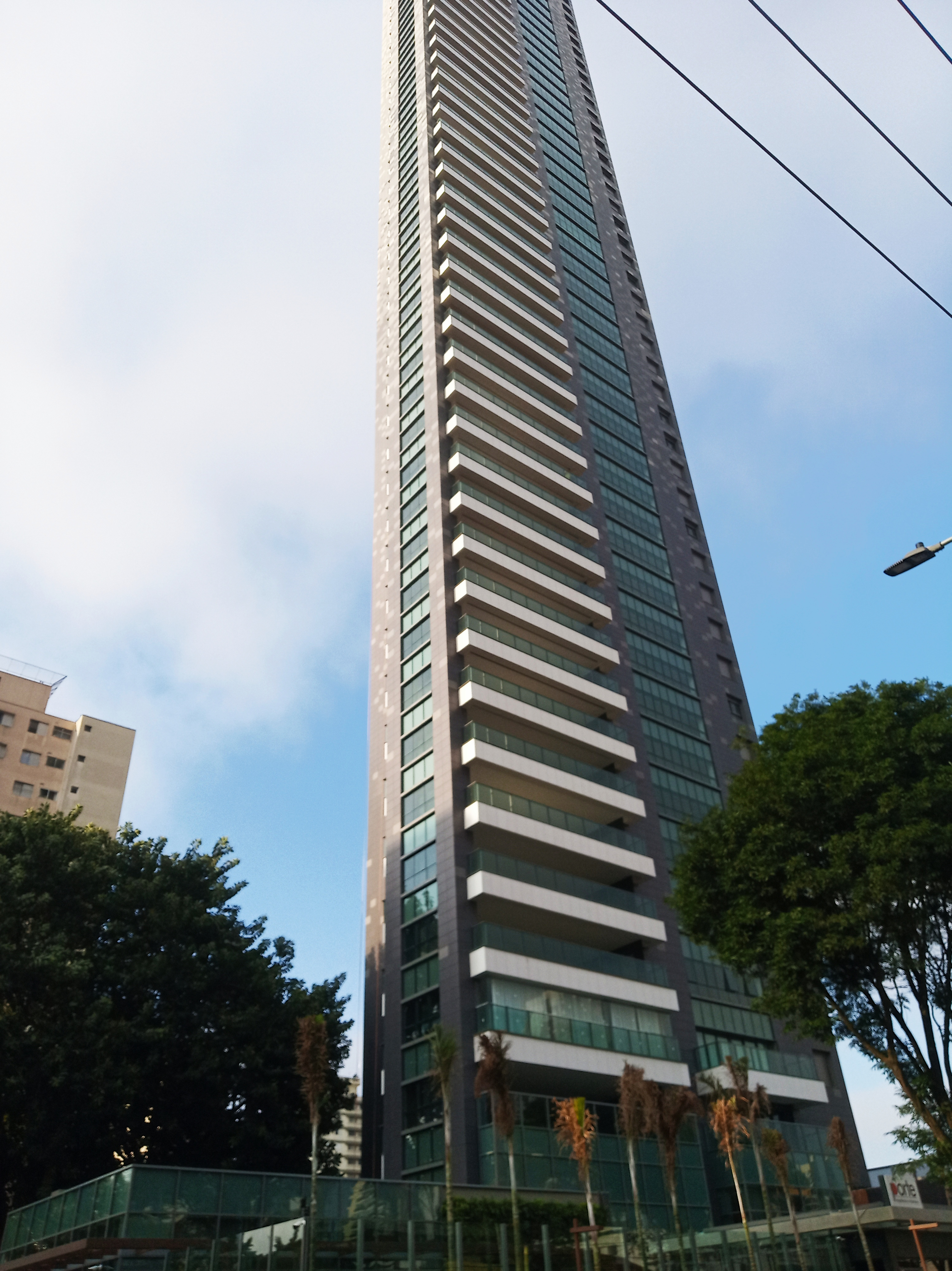
Visão lateral do edifício
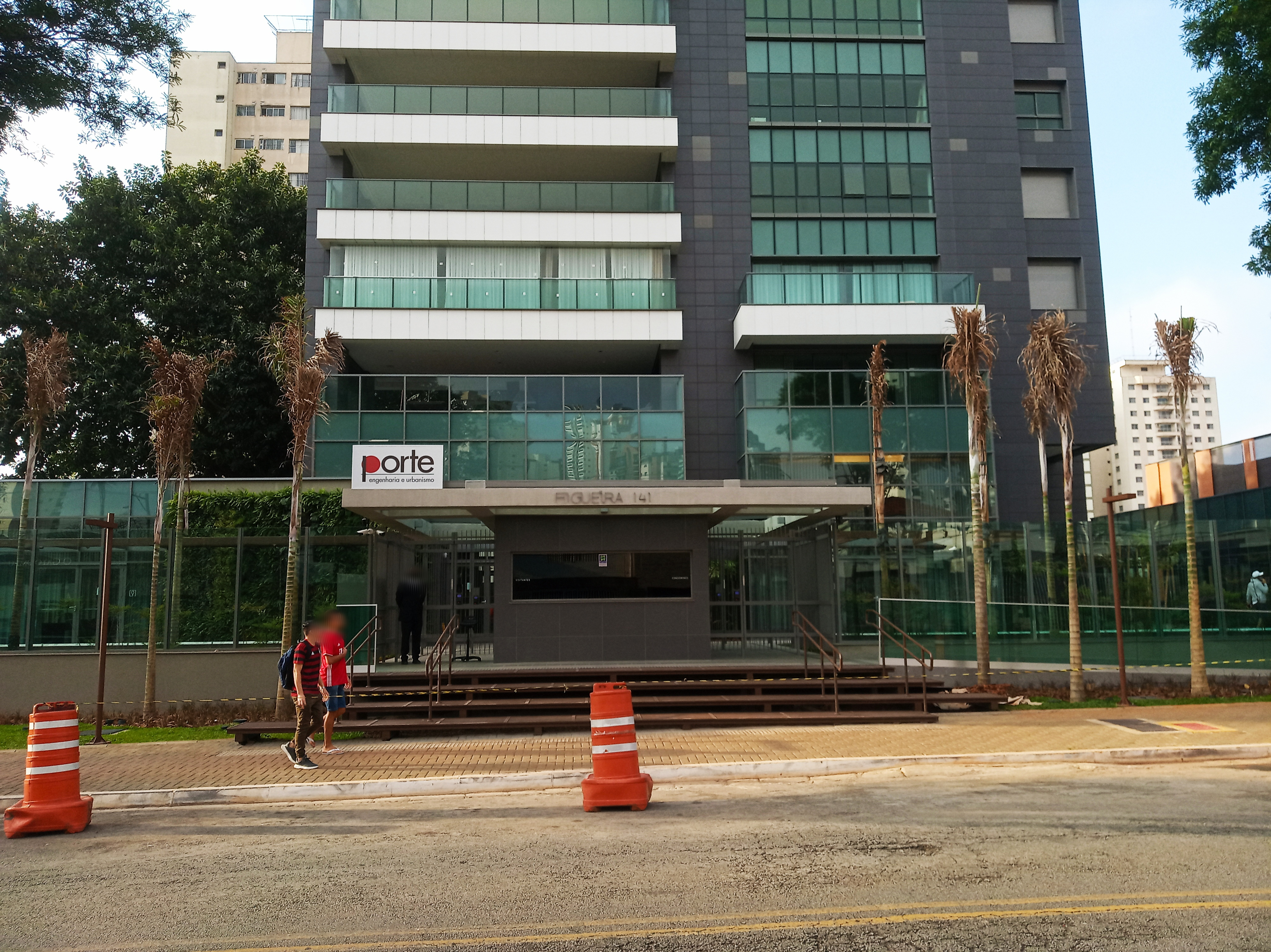
Entrada e área de portaria do edifício
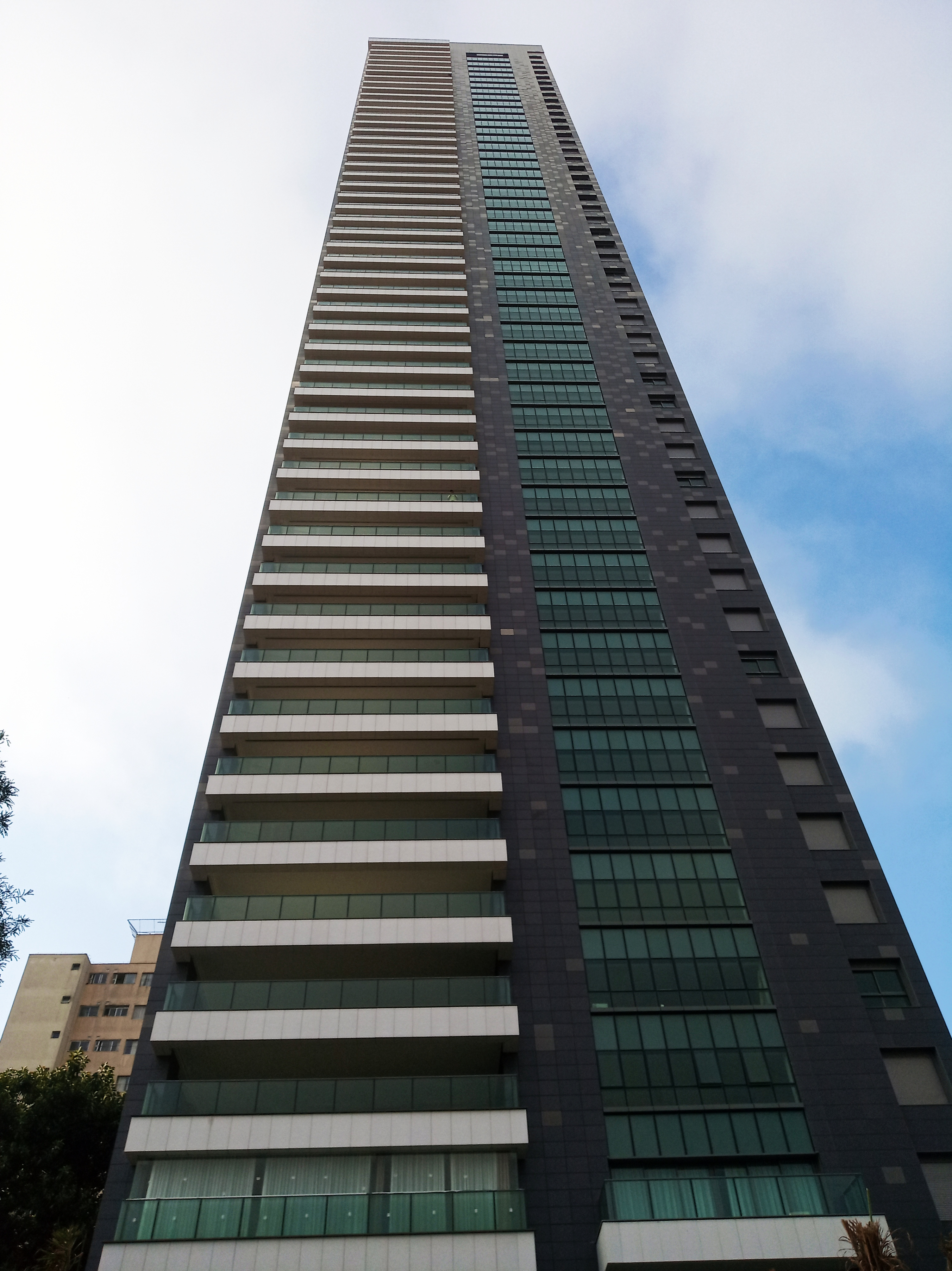
Visão frontal do edifício